# まえだまえだ
まえだまえだは、松竹エンタテインメントに所属する前田航基と前田旺志郎の兄弟からなる日本のお笑いコンビ。2007年7月結成。

## メンバー
- 兄：前田航基（まえだ こうき、1998年12月13日 -）（26歳）ツッコミ担当
- 弟：前田旺志郎（まえだ おうしろう、2000年12月7日 -）（24歳）ボケ担当

## 概要
2007年の12月に『エンタの神様』初登場。2008年から1月、3月、5月、7月、9月、11月と必ず奇数の月に1度出演している。番組の出演芸人としては史上最年少であるが、『M-1グランプリ』は最年少記録が生後11ヶ月 のため史上最年少はならなかった。
『笑っていいとも!』には月曜日のコーナー「クイズ日本のしきたり」に2度出演したが、うっかりフリップ裏に書かれた問題の答えを先に言ってしまったり、登場時の漫才が長かった影響で出題前に広告に入ってしまうなどで、司会の劇団ひとりにたしなめられた。
『徹子の部屋』では若手芸人にしては珍しく、司会の黒柳徹子のペースに惑わされることがなかった。
兄弟揃って主演を務めた2011年6月公開の映画『奇跡』で見せた演技が国内外で高く評価された。
2011年11月には新宿角座で演芸史上最年少の単独お笑いライブ「まえだまえだの最年少お笑い初単独ライブ〜スマイルラッキー超ハッピー〜」を行なった。
現在はお互いに俳優・タレントとして活動しており、解散こそしていないものの、お笑いコンビ「まえだまえだ」としては休業している。兄・航基は、高校卒業前に出演したバラエティ番組にて「またいつか2人揃って漫才をしたい」と答えている。

## 人物
- 運動会で先生に背中を押してもらわないと走り出せないほどの恥ずかしがり屋だった兄・航基（当時4歳）を見かねた母親の勧めで、松竹芸能のタレントスクールに通い始めたことが芸能界入りのきっかけである。弟の旺志郎は3歳から同じスクールに通い始めた。タレントスクール以外にも日舞、水泳、英会話を習っていた。
- 漫才コンビとしてデビューする以前から広告やドラマ、映画に出演しており、関西ではそれなりに顔の知られた子役であった。2007年7月、タレントスクールの担当者から漫才を勧められ、松竹芸能の講師兼構成作家であるこうのきよしによって漫才師として育てられた。漫才のネタはこうのきよしによって書かれている。
- 航基の趣味は読書で、大橋のぞみとの対談では『だから、あなたも生きぬいて』を勧め、2009年に出演した『徹子の部屋』では『窓際のトットちゃん』の作者を前にサインをねだった。
- 兄弟揃って食べることが大好きで、2009年に出演した『おしゃれイズム』で明かした好きな言葉が、航基は「食」、旺志郎は「一石二鳥」「いただきます」である。また将来の夢は、航基が総理大臣もしくは科学者、旺志郎は外国産自動車の中古車屋であったが、年齢とともに現実的な夢に変わっている。

## 作品
シングル
| 発売日        | タイトル                  | 規格品番   | 収録曲 | 備考                                                                                              |
| ------------- | ------------------------- | ---------- | --- | ------------------------------------------------------------------------------------------------- |
| 2008年9月9日  | ぐっちょきパンダ          | 203-LDKCD  | 1. ぐっちょきパンダ 2. ぐっちょきパンダ（カラオケ）                                                                                                   | Living, Dining & Kitchen Records 『パンダフルライフ』公式応援ソング                               |
| 2012年2月29日 | まねきねこダックXのテーマ | WPCL-11059 | 1. まねきねこダックXのテーマ 2. まえだまえだのテーマ 3. まねきねこダックXのテーマ(オリジナル・カラオケ) 4. まえだまえだのテーマ(オリジナル・カラオケ) | ワーナーミュージック・ジャパン 「まえだまえだX」名義 『アメリカンファミリー生命保険会社』CMソング |

DVD
- しんかんせん「さくら」と九州スーパートレイン大集合!（2011年4月7日） - ナレーション担当
- しんかんせん「つばめ」と九州スーパートレイン大集合!（2011年4月7日） - ナレーション担当

## 出演

### テレビ
- 第41回初詣!爆笑ヒットパレード（フジテレビ）0部（新春ゴールデンピンクカーペット）キャッチコピーは「最年少漫才チルドレン」
- キズナ食堂（2009年4月18日 -、TBSテレビ）
- 爆笑レッドカーペット（フジテレビ）キャッチコピーは「最年少漫才チルドレン」

コラボカーペットで髭男爵(2009年4月25日)と共演。
- エンタの神様（日本テレビ）キャッチコピーは「浪花のスーパーキッズ」準レギュラー
- 爆笑問題のドッキリ パニックフェイス王（TBSテレビ）
- はなまるマーケット（TBSテレビ）

「はなまるカフェ」（2008年5月5日、2010年2月11日、2011年4月29日）
「とくまる」（2009年8月14日、2010年7月20日、2011年07月18日、2012年7月23日）
- 週刊こどもニュース2007年末スペシャル（NHK総合）
- バラエティー生活笑百科（2008年10月4日、NHK大阪 / NHK総合）

「みんなのお悩み解決」コーナーの「今日から探偵」で参加。同番組で小学生が相談者を演じるのはこれが初めてである。
- M-1グランプリ（2007年、朝日放送）準決勝進出
- 知っとこ!（2011年5月28日、毎日放送）

オセロの司会で松竹芸能の制作協力（いずれも出演当時）番組ながら、よゐこ、ますだおかだ、TKO以外の同僚お笑い芸人がゲストで呼ばれない中、主演映画「奇跡」の宣伝でゲスト出演。
旺志郎は2013年8月31日放送分にも出演。
- せやねん!（2011年5月28日、毎日放送）

全国ネットの「知っとこ!」に引き続き、関西ローカルの同番組にも出演。吉本興業制作協力の同番組では珍しい松竹芸能勢の出演だった。
- スタジオパークからこんにちは（2012年4月5日、NHK総合）

映画『奇跡』の是枝裕和監督からもビデオメッセージが寄せられ、2人のことをべた褒めしていた。
- テレビで基礎英語（2012年4月8日 - 、NHKEテレ）
- おしゃれイズム（2012年10月7日、日本テレビ）
- メレンゲの気持ち（2013年2月23日、日本テレビ）
- 誰だって波瀾爆笑（2010年3月7日、2013年12月22日、日本テレビ）

2010年の登場回はこどもSPであり、さくらまや、福原遥とともにゲスト出演した。

### 広告
- エイチ・アイ・エス - テレビ広告・ネット広告（2008年）
- ピザハット - テレビ広告（2008年〜）
- 小学館 - テレビ広告:21世紀こども百科『もののはじまり館』（2008年）声のみ
- 千林商店街 - 応援隊長、ポスター、商店街内放送広告（2008年）
- 朝日新聞社 - 中之島ツインタワープロジェクト（2009年）
- JAバンク兵庫 - わくわくキャンペーン（2009年）
- 雪印 - さけるチーズ30周年記念サイト （2010年）
- 任天堂 - Wii「みんなのリズム天国」（2011年）
- パナソニック - テレビ広告「原田家は今日もエコナビ」（2012年）

ドラマ『浪花少年探偵団』で放送されるコラボレーション広告。ドラマと同じ役柄で出演している。

### ドラマ
- 赤鼻のセンセイ（2009年7月8日 - 9月、日本テレビ） - 航基:本間ゆうた 役、旺志郎:本間きいた 役
- 浪花少年探偵団（2012年7月 - 9月、TBSテレビ） - 航基:原田郁夫 役、旺志郎:原田修 役

### 映画
- 奇跡 （2011年） - 主演（航基:大迫航一 役、旺志郎:木南龍之介 役）

### 吹き替え
- スノー・バディーズ 小さな5匹の大冒険（2008年） - 航基:アダム 役、旺志郎:シャスタ 役

### 雑誌
- まっぷるマガジン(関西08)大阪（2009年、昭文社）
- skyward（2011年7月、JALグループ機関誌）